# Muntstraat (Utrecht)
De Muntstraat is een straat in het centrum van de Nederlandse stad Utrecht.
Deze circa 100 meter lange straat vormt een verbinding tussen de Nobelstraat en de Kromme Nieuwegracht. Ze is als nieuwe openbare straat tussen 1570 en 1670 aangelegd. Vandaag de dag bevinden zich in de Muntstraat diverse monumentale bouwwerken waaronder een aantal rijksmonumenten. Het huis op nummer 4 is rond 1650 gebouwd naar ontwerp van Ghijsbert Theunisz. van Vianen en Peter Jansz. van Cooten. Rond 1570 bevond zich ook een munthuis in de straat, die toen nog Munt -of Sacksteeg heette.